# Irène Grosjean
Pour les articles homonymes, voir Grosjean.
Irène Grosjean,  née le 7 août 1930 à Monthureux-sur-Saône et morte le 30 juillet 2024 à Noves, est une naturopathe française.
Sans formation scientifique, elle devient une figure importante et influente de la naturopathie en France. Parmi ses idées — discréditées par la communauté scientifique, et dont certaines témoignent de positions conspirationnistes —, on trouve la promotion de l'alimentation crudivore, le rejet de la médication, l'encouragement à pratiquer des attouchements sexuels sur des enfants pour soigner la fièvre, ou encore l'affirmation que toutes les maladies peuvent être guéries. Opposée à la vaccination, elle participe à la désinformation sur la pandémie de Covid-19.

## Biographie

### Enfance
Irène Grosjean est née en 1930 dans le département des Vosges.

### Mort
Irène Grosjean meurt le 30 juillet 2024. Selon ses proches, son décès est dû à un accident de la route,,,,.

### Vie de famille
Elle a une fille, Nelly Grosjean, également naturopathe.

## Naturopathie
Bien que n'ayant pas la moindre formation ou diplôme, elle prône la naturopathie depuis au moins 1958 et se qualifie de « docteur en naturopathie » alors que ce titre n'existe pas.
Irène Grosjean considère que les pathologies humaines ont principalement pour origine l'alimentation. Ainsi, elle prône les méthodes « alternatives » et « naturelles ».
Elle affirme être contre les médicaments car elle aurait « perdu dans (sa) jeunesse, plusieurs êtres jeunes et chers bien soignés comme on l'entend habituellement ».
Elle propose des formations à ses disciples sous forme de « stages grand public », qui sont parfois animés avec Miguel Barthéléry, un homme « se présentant comme docteur en biologie moléculaire », soupçonné d'avoir causé la mort de deux de ses clients atteints du cancer, en exerçant illégalement la médecine, et qui a fait appel de sa condamnation en première instance à deux ans de prison avec sursis pour exercice illégal de la médecine et usurpation du titre de médecin,,. Le 8 décembre 2022, il comparaît à nouveau devant la cour d'appel de Paris qui, en juin 2023, confirme sa condamnation, assortie d'une interdiction d'exercer la naturopathie,.
Irène Grosjean publie des vidéos sur YouTube, qui font des millions de vues. Des influenceurs tels que Astrotruc utilisent ses vidéos pour promouvoir leurs produits.
Elle enseigne au côté de Miguel Barthéléry. Ils tiennent un site internet sur lequel ils proposent des informations, des stages payants, des produits et des liens vers d’autres sites prônant également l'alimentation totalement crue.
Elle est également proche de Thierry Casasnovas,.
En avril 2024, le journal Le Figaro publie un livre enquête, La France des gourous : journal d'un infiltré, où le journaliste Étienne Jacob raconte son infiltration dans plusieurs sectes. Lors de son enquête, il participe à un stage organisé par Irène Grosjean dans les Hautes-Alpes. Il suit alors, pendant plusieurs semaines, les préceptes d’Irène Grosjean et ses lieutenants, avec pour conséquence une importante perte de poids à la suite de purges au ricin et de carences alimentaires qui mettent sa santé en danger. Il conclut que ces pratiques sont « un vrai danger de santé publique ». Il relève aussi que des familles accusent la mouvance Irène Grosjean d’avoir indirectement provoqué la mort de proches par « abstention ou abandon de soins ».

## Controverses

### Crudivorisme
Irène Grosjean recommande une alimentation strictement végétale et crue, à base de fruits, qui lui ont valu le surnom de « papesse du cru »,. Elle estime que c’est lorsque les humains ont commencé à cuire les aliments que les malheurs se sont abattus sur eux. Ces conseils sont considérés comme manquant de rigueur scientifique, voire dangereux. Elle avance ainsi qu'il est possible de guérir du SIDA, de la surdité et de l'autisme en suivant un régime crudivore, que les « cancéreux adorent la viande et les séropositifs ont une attirance marquée pour les pâtes, le pain [et] les pizzas » et que leur régime alimentaire à base de « bière et de charcuterie » a contribué aux atrocités commises par les Allemands durant la Seconde Guerre mondiale.
Le crudivorisme est une pratique dangereuse et dont les intérêts n’ont pas été démontrés scientifiquement. Entre 2018 et 2021, Grosjean fait l’objet de 16 alertes auprès de la Miviludes, mais elle n’a jamais été inquiétée par la justice.

### Cancer
En 2019, Irène Grosjean est filmée en train de conseiller à une personne atteinte d’un cancer de la prostate d'arrêter de se soigner, et notamment de ne pas se faire transfuser du sang, en lui affirmant qu'elle ira mieux. Cette personne décède plusieurs semaines plus tard, et l'arrêt des traitements est dénoncé par son fils,.
En 2022, une jeune femme déclare au micro de Radio France que son compagnon est mort en 2018 d'un cancer après avoir suivi les préceptes d'Irène Grosjean.

### Incitation aux attouchements sexuels sur enfants
En 2018, Irène Grosjean publie une vidéo où elle conseille des attouchements sexuels (méthode dite du « bain de siège à friction » de Louis Kuhne (en)) pour soigner la fièvre des enfants en bas âge,,,,,,. La vidéo n'est remarquée par les médias que quatre ans plus tard, attirant alors l'attention sur ses pratiques et provoquant une vive polémique,,,.

### Soutien aux mouvements conspirationnistes
Pendant la crise sanitaire, Irène Grosjean soutient les mouvements antivaccins, anti-masques et anti-restrictions,,.

### Violences conjugales
Le compte Twitter L'extracteur, qui « alerte sur les dérives sectaires », relève des propos tenus par Irène Grosjean sur les violences conjugales. Elle y vante les mérites des « lois de l'attraction » et affirme qu'une « femme battue est une femme battable ».
Le compte a également tweeté des captures d'écran de naturopathes se réclamant avoir été formés par elle.

### Homosexualité
Elle prétend que l'homosexualité est une pathologie liée à une mauvaise hygiène de vie.

### Traitements contre la gastro-entérite
Dans une vidéo disponible sur Twitter, elle déclare que les traitements contre la gastro-entérite entraînent un risque de développer des otites, des problèmes respiratoires ou de l'autisme.

### Diffusion de ses thèses
Après de multiples alertes accusant Doctolib de permettre à ses utilisateurs de prendre rendez-vous avec des praticiens non-professionnels de santé, tels que les naturopathes, qui promeuvent des pratiques dangereuses proches du charlatanisme, la plate-forme suspend 17 profils de soi-disants praticiens liés à Irène Grosjean,,,,,. Cette décision est prise après avoir consulté 40 acteurs - dont les différents Ordres de santé, les représentants des professionnels du bien-être, la Miviludes et les autorités sanitaires, la plateforme a décidé de répertorier « exclusivement les professionnels référencés par les autorités de santé ».
À la suite de cette action, Le Grand Rex annule la projection du film L'Empreinte auquel elle aurait dû participer,.
Le média en ligne Les Jours publie en août 2022 une enquête révélant que Pôle emploi proposerait aux demandeurs d'emploi ses formations en naturopathie. Ces formations sont dispensées par des instituts privés non reconnus.
Plusieurs plates-formes proposent aussi des podcasts d'Irène Grosjean.

## Publication
- Irène Grosjean, La vie en abondance, 2020 (EAN 9782953562446).
- Irène GROSJEAN, Au-dessus des nuages, il y a toujours le soleil - La Vie et l'héritage d'Irène Grosjean, pionnière de la santé naturelle, Biovie, 4 décembre 2024, 256 p. (ISBN 2957319020).